# Lijst van Qatarese autosnelwegen

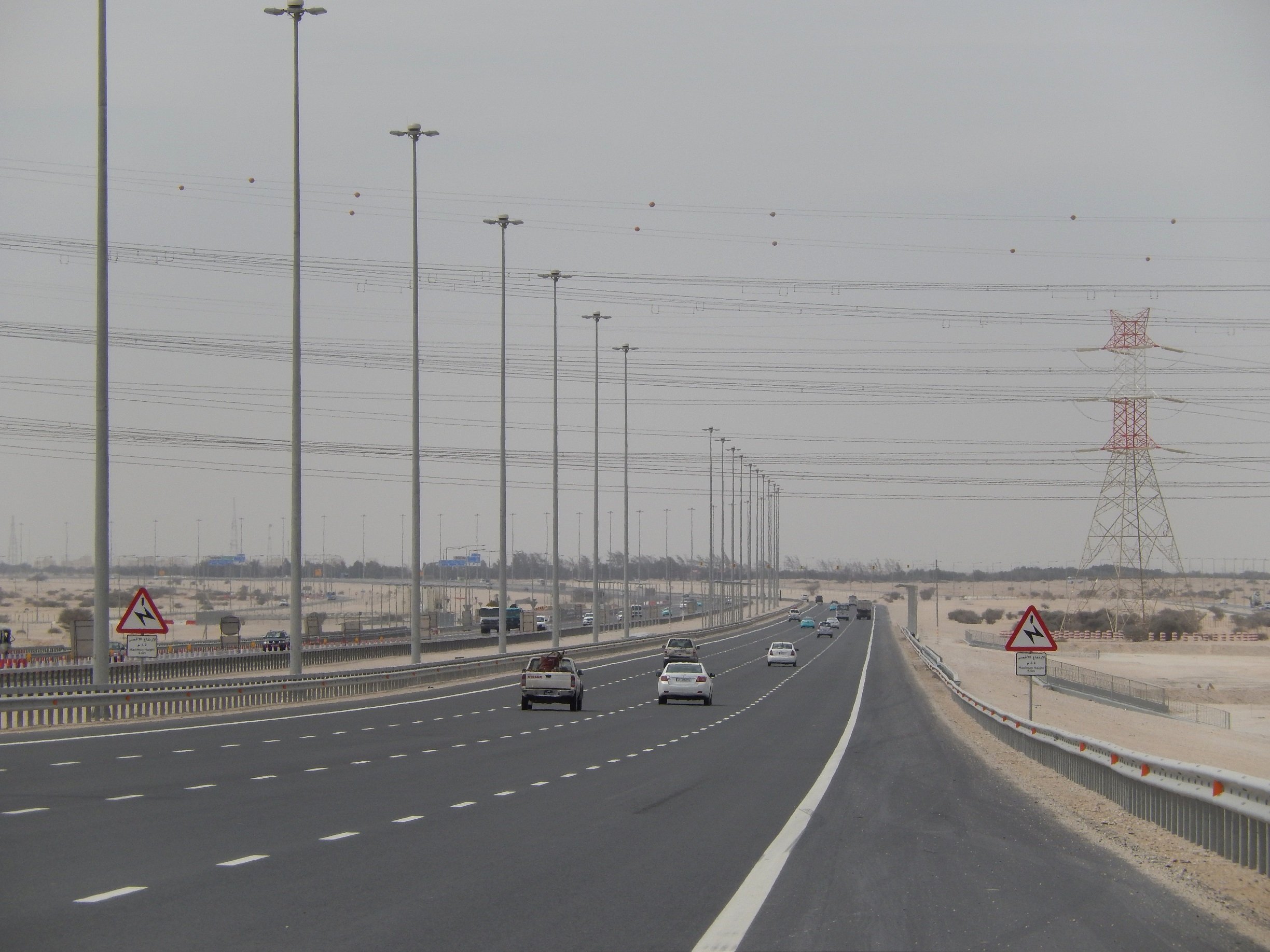
De Q3

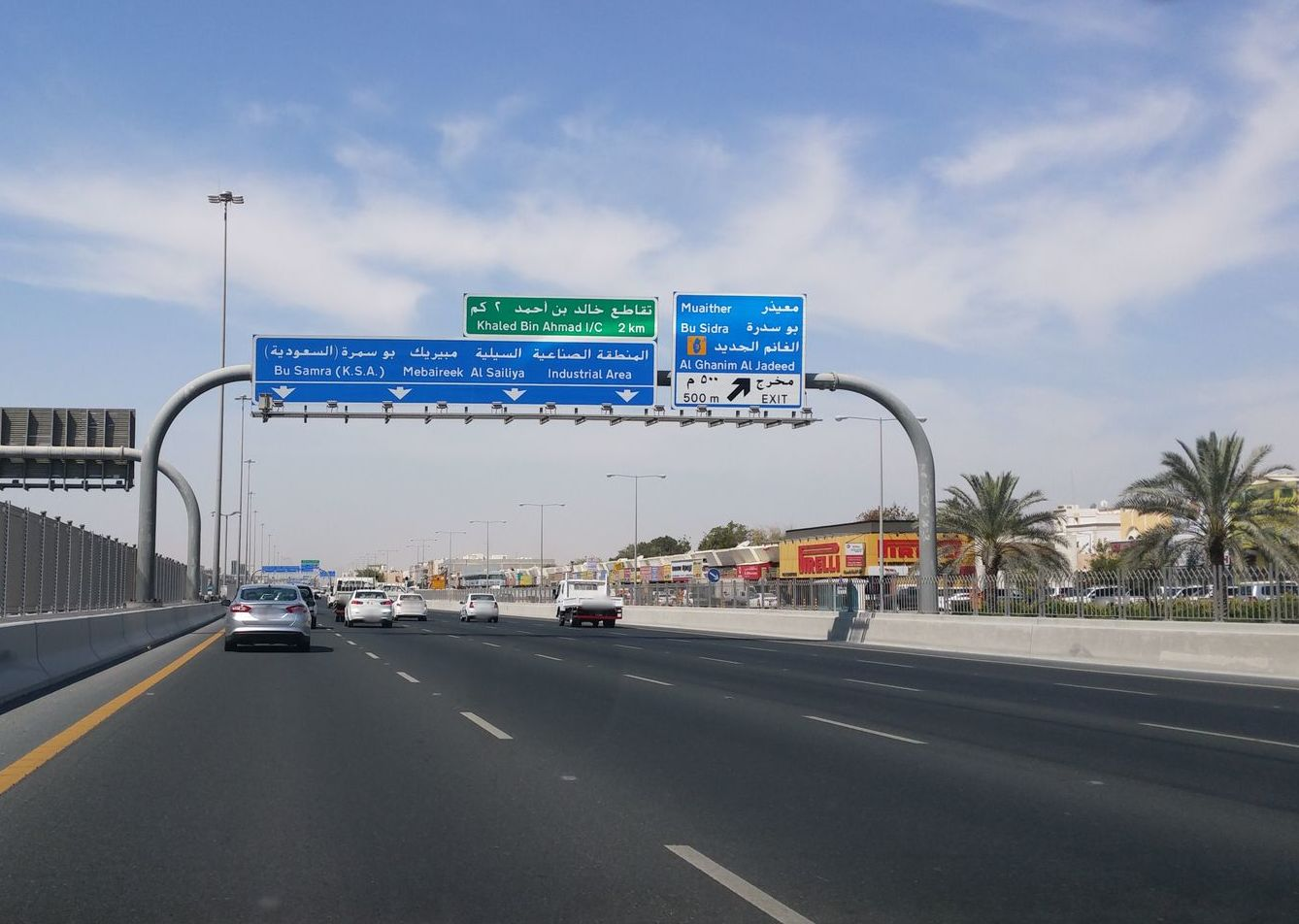
De Q5

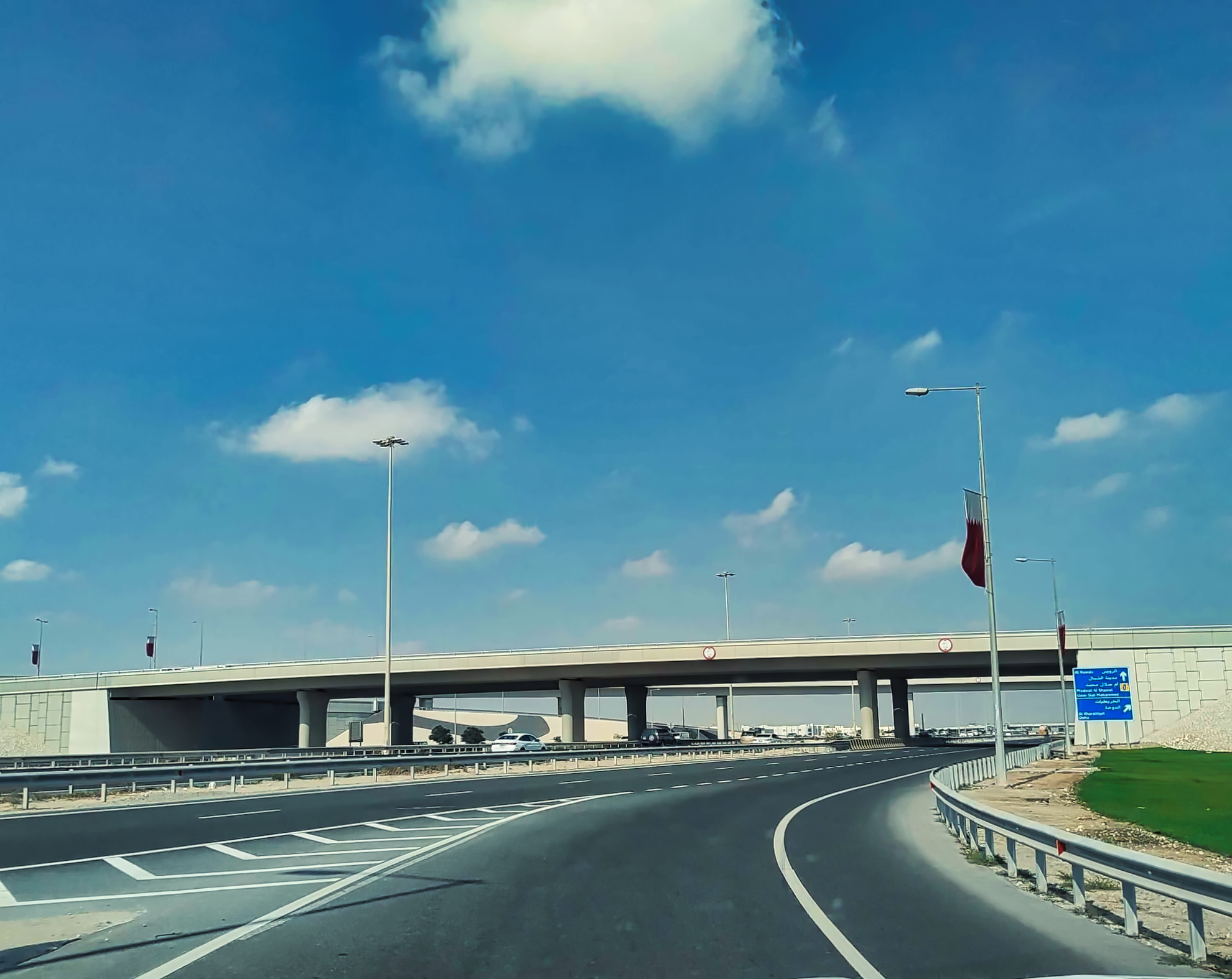
De Q1

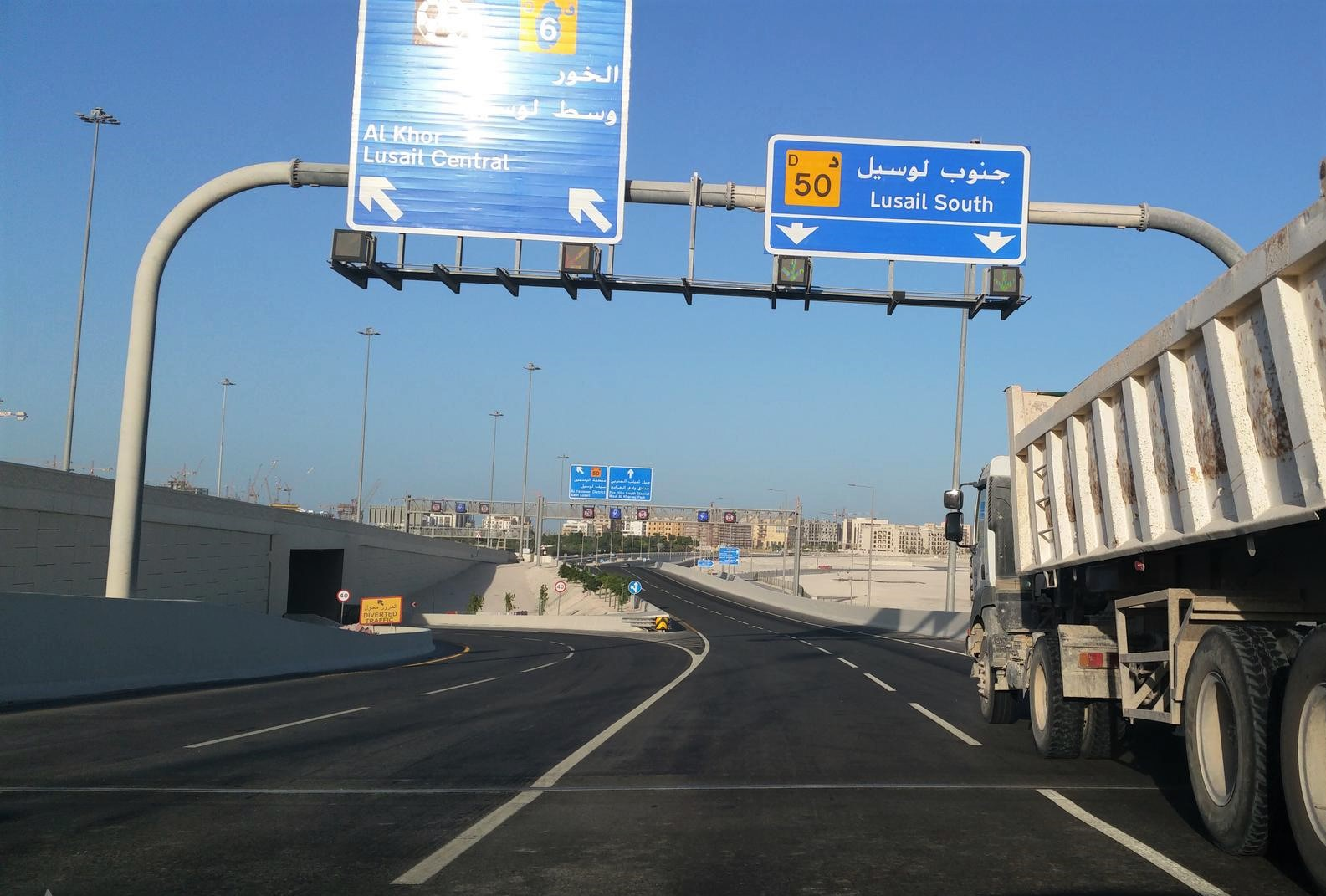
De Q6

Hieronder volgt een lijst van autosnelwegen in Qatar. De autosnelwegen in Qatar zijn blauw-wit bewegwijzerd. Verschillende snelwegen maken deel uit van het Internationaal wegennetwerk van de Arabische Mashreq. De nationale wegbeheerder Ashghal heeft tussen 2010 en 2017 en later voor het Wereldkampioenschap voetbal 2022 heel wat nieuwe snelwegen uitgebouwd. Onderstaande lijst bevat de hoofdwegen die zijn omgebouwd tot autosnelwegstandaard.
| Nummer of naam                                                                              | Route                                                    |
| ------------------------------------------------------------------------------------------- | -------------------------------------------------------- |
| Q1 / Doha Expressway / Al Shammal Road                                                      | Doha - Ar Ruwais (140 kilometer)                         |
| Q2 / Orbital Road / Orbital Highway (Arabisch: بالطريق المداري) / Al Majd Road (طريق_المجد) | ringweg om Doha (van Q3 naar het zuiden)                 |
| Q3 / Garafat Al Rayan and Dukhan Highway                                                    | Doha - Dukhan (74 kilometer)                             |
| Q4 / Orbital Highway (Arabisch: بالطريق المداري) / Al Majd Road (طريق_المجد)                | ringweg om Doha (van Q3 naar het noorden)                |
| Q5 / Salwa Road                                                                             | Doha - As Salwa (grens met Saoedi-Arabië) (98 kilometer) |
| Q6 / Al Khor Expressway                                                                     | Doha - Al Khor (33 kilometer)                            |
| Q39                                                                                         | Q3 - Q6 (60 kilometer)                                   |
| Q141                                                                                        | Q1 - Al Khawr (17 kilometer)                             |
| Industrial Area Road / Street 33                                                            | Doha Expressway - zuidwest-Doha (14 kilometer)           |